# Ramstallspitze
Die Ramstallspitze (auch Ramstallkopf, Ramstallspitz oder Karjochspitze) ist ein 2533 Meter hoher Berg der Allgäuer Alpen in der Nähe von Elbigenalp. Ein untergeordneter Gipfel ist der 2405 Meter hohe Ochsenkopf im Ostgrat.

## Besteigung
Der Ramstallkopf kann von dem Ort Bach aus über das Karjoch und weiter über den Südrücken in alpiner Schwierigkeit UIAA I bestiegen werden. Ein alternativer Anstieg führt aus der Krottenkopfscharte in alpiner Schwierigkeit UIAA II über den Nordgrat zum Gipfel.

## Nachbargipfel
Nachbargipfel sind der Große Krottenkopf im Norden gegenüber der Krottenkopfscharte sowie der Strahlkopf im Süden gegenüber vom Karjoch.

## Einzelnachweise

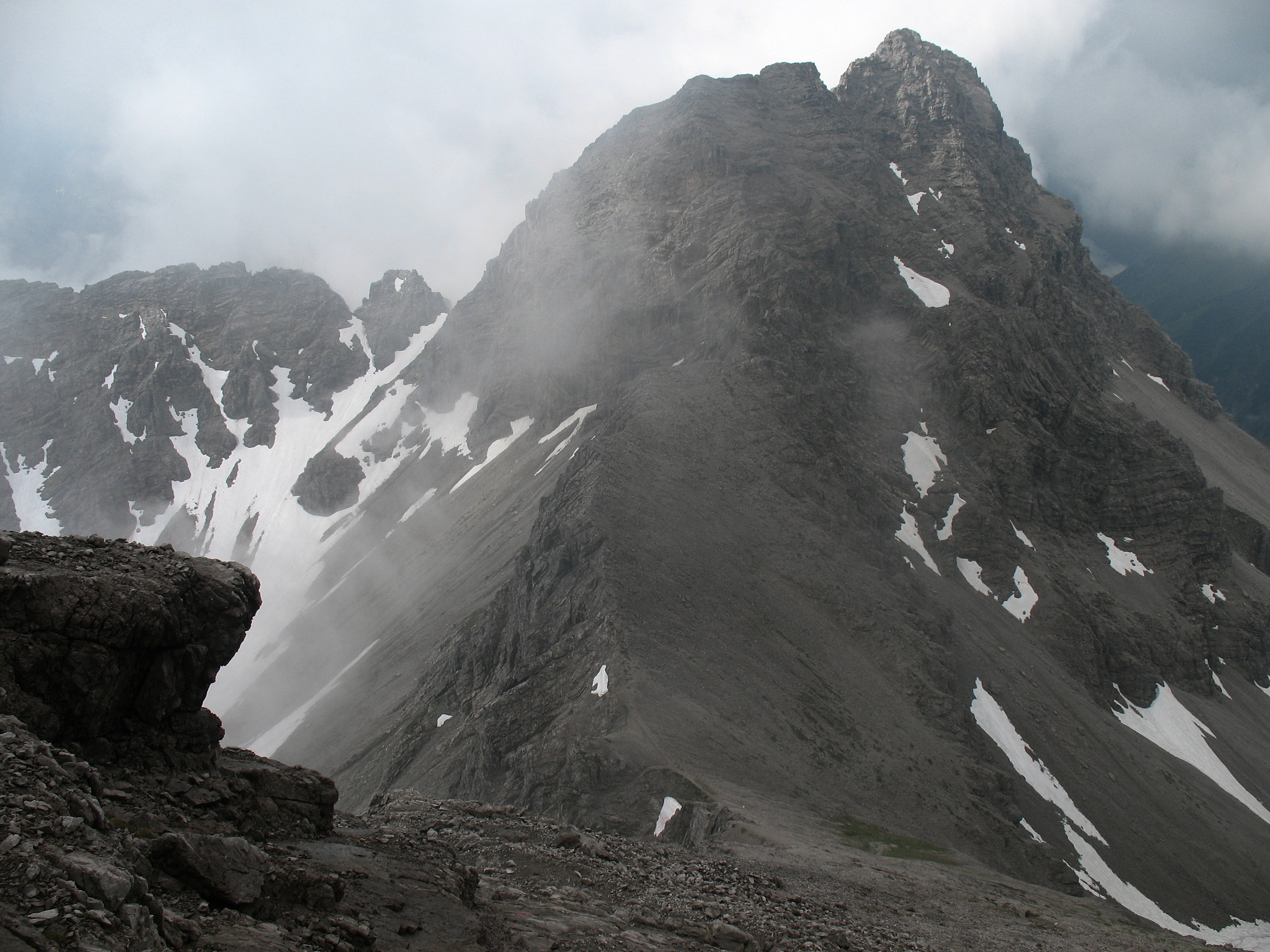
Über die Krottenkopfscharte zum Nordostgrat